# Jaslovské Bohunice
Jaslovské Bohunice é um município da Eslováquia, situado no distrito de Trnava, na região de Trnava. Tem 20,08 km² de área e sua população em 2019 foi estimada em 2354 habitantes.

## Demografia
| Ano:        | 1994 | 2004    | 2014    | 2024    |
| ----------- | ---- | ------- | ------- | ------- |
| Broj ljudi: | 1656 | 1848    | 2124    | 2433    |
| Razlika:    |      | +11,59% | +14,93% | +14,54% |

| Ano:               | 2023 | 2024   |
| ------------------ | ---- | ------ |
| Número de pessoas: | 2415 | 2433   |
| Diferença:         |      | +0,74% |